# カルバラ第1号作戦
カルバラ第1号作戦（カルバラだいいちごうさくせん）は、イラン・イラク戦争中、ヴァル・ファジュル作戦に変わる新しい攻勢作戦のことである。由来はシーア派の聖地であるカルバラーであり、イラクの反宗教的なバアス党政権を打倒し、聖地の奪回を目的とした。

## 概要
5月におけるメヘラーンの戦いで同市を失陥したイラン軍は、奪回作戦を計画した。

## 攻撃
1986年6月30日深夜、イラン軍は2個師団をもって攻勢作戦を開始、翌7月1日1000時頃までにイラク軍2個旅団を撃破し、同市を奪回した。
7月3日、引き続いてイラク領内に侵攻し、7月4日1400時、国境の町バドラを占領しズルバーティーヤーを見下ろす高地4箇所も確保した。
これ以降、国境付近にてイラン軍よる小規模攻撃とイラク軍の防御という膠着状態が続くこととなる。